# サム・バックマン
- サム・バークマン

サム・バックマン（英語: Sam Bachman, 本名：サミュエル・デュアン・バックマン（Samuel Duane Bachman, 1999年9月30日 - ）は、アメリカ合衆国インディアナ州インディアナポリス出身のプロ野球選手（投手）。右投右打。MLBのロサンゼルス・エンゼルス所属。

## 経歴

### プロ入り前
高校時代はMLBドラフトでは指名されず、マイアミ大学へ進学した。
初年度の2019年は15試合（先発14試合）に登板して7勝1敗、防御率3.93、75奪三振を記録した。
2年目の2020年は4試合に先発登板して1勝2敗、防御率3.42、31奪三振を記録した。
3年目の2021年は12試合に先発登板して4勝4敗、防御率1.81、93奪三振を記録した。迎えた7月のMLBドラフト1巡目（全体9位）でロサンゼルス・エンゼルスから指名された。

### プロ入りとエンゼルス時代
2021年7月21日に契約を結んだ（契約金は約385万ドル）。
2023年は開幕をAA級のロケットシティ・トラッシュパンダズで迎えた。AAA級ソルトレイク・ビーズを飛び級してメジャーに昇格し、5月26日にメジャーデビューを果たした。6月12日のテキサス・レンジャーズとの初戦で延長10回から登板して、2イニングを無失点に抑え、メジャー初勝利を挙げた。7月11日に右肩の炎症により15日間の故障者リストに、8月1日に60日間の故障者リスト入りし、残りのシーズンは登板しなかった。

## 選手としての特徴
最速101mph（約162.5km/h）の速球とスライダーを備え、三振奪取能力も優秀だが、制球力が課題とされる。

## 詳細情報

### 年度別投手成績
| 年 度    | 球 団    | 登 板 | 先 発 | 完 投 | 完 封 | 無 四 球 | 勝 利 | 敗 戦 | セ 丨 ブ | ホ 丨 ル ド | 勝 率 | 打 者 | 投 球 回 | 被 安 打 | 被 本 塁 打 | 与 四 球 | 敬 遠 | 与 死 球 | 奪 三 振 | 暴 投 | ボ 丨 ク | 失 点 | 自 責 点 | 防 御 率 | W H I P |
| -------- | -------- | ----- | ----- | ----- | ----- | -------- | ----- | ----- | -------- | ----------- | ----- | ----- | -------- | -------- | ----------- | -------- | ----- | -------- | -------- | ----- | -------- | ----- | -------- | -------- | ------- |
| 2023     | LAA      | 11    | 0     | 0     | 0     | 0        | 1     | 2     | 1        | 2           | .333  | 77    | 17.0     | 17       | 0           | 11       | 1     | 1        | 14       | 3     | 0        | 7     | 6        | 3.18     | 1.65    |
| MLB：1年 | MLB：1年 | 11    | 0     | 0     | 0     | 0        | 1     | 2     | 1        | 2           | .333  | 77    | 17.0     | 17       | 0           | 11       | 1     | 1        | 14       | 3     | 0        | 7     | 6        | 3.18     | 1.65    |

- 2024年度シーズン終了時

### 年度別守備成績
| 年 度 | 球 団 | 投手（P） | 投手（P） | 投手（P） | 投手（P） | 投手（P） | 投手（P） |
| 年 度 | 球 団 | 試 合     | 刺 殺     | 補 殺     | 失 策     | 併 殺     | 守 備 率  |
| ----- | ----- | --------- | --------- | --------- | --------- | --------- | --------- |
| 2023  | LAA   | 11        | 0         | 1         | 0         | 0         | 1.000     |
| MLB   | MLB   | 11        | 0         | 1         | 0         | 0         | 1.000     |

- 2024年度シーズン終了時

### 背番号
- 40（2023年、2025年 - ）